# Збучин
Збучин (пол. Zbuczyn) — село в Польщі, у гміні Збучин Седлецького повіту Мазовецького воєводства.
Населення — 1858 осіб (2011).
У 1975-1998 роках село належало до Седлецького воєводства.

## Демографія
Демографічна структура станом на 31 березня 2011 року:
|          | Загалом | Допрацездатний вік | Працездатний вік | Постпрацездатний вік |
| -------- | ------- | ------------------ | ---------------- | -------------------- |
| Чоловіки | 895     | 219                | 603              | 73                   |
| Жінки    | 963     | 219                | 548              | 196                  |
| Разом    | 1858    | 438                | 1151             | 269                  |